# André Gobert
André Henri Gobert (* 30. September 1890 in Paris; † 6. Dezember 1951 ebenda) war ein französischer Tennisspieler.

## Leben
Gobert war besonders bei in der Halle auf Hartplatz ausgetragenen Turnieren erfolgreich. Erstmals Tennis spielte er mit elf Jahren.
1912 gewann er bei den Olympischen Spielen sowohl im Einzel als auch im Doppel (mit Maurice Germot) die Goldmedaille. Er trat nur bei den Wettbewerben in der Halle an. Im Einzel war sein härtester Gegner der Brite Gordon Lowe im Halbfinale, den er in fünf Sätzen bezwang. Im Finale schlug er Charles Dixon in drei Sätzen. Im Doppel besiegten Gobert/Germot die britische Paarung aus Arthur Holden Lowe und Gordon Lowe in ihrem ersten Match nach einem 0:2-Satzrückstand noch, gewannen die verbliebenen Partien danach weniger mühevoll.
Bei den Französischen Tennismeisterschaften siegte Gobert 1911 und 1920 jeweils in der Einzelkonkurrenz; 1912 unterlag er Max Décugis erst im Finale, genau wie 1921 Jean Samazeuilh. 1911 und 1921 stand er im Doppel mit William Laurentz jeweils im Finale und gewann letzteres. Auch im Mixed-Doppel konnte er 1911 mit Marguerite Broquedis ebenfalls einen Titel gewinnen. Bei den Wimbledon Championships trat Gobert in seiner Karriere acht Mal an und erreichte 1912 im Einzel mit dem Finale sein bestes Resultat. Im Doppel gewann er 1911 mit Décugis das Turnier; im Mixed überstand er bei seinen beiden Teilnahmen nie die zweite Runde. Weitere Finals erreichte er bei den Hartplatz-Weltmeisterschaften, wo er 1913 und 1920 im Finale des Einzels unterlag und im Doppel 1920 und 1921 zweimal gewinnen konnte. Bei den Tennis-Hallenweltmeisterschaften gewann er 1919 sowohl im Einzel als auch im Doppel den Titel. In diesem Jahr wurde er an Platz 3 der Welt eingestuft, seine höchste Notierung.
Zwischen 1912 und 1922 spielte Gobert in 5 Begegnungen für die französische Davis-Cup-Mannschaft und kam auf eine Bilanz von 3:11.

## Erfolge bei Grand-Slam-Turnieren

### Einzel

#### Finalteilnahmen
| Nr. | Datum        | Turnier                 | Belag | Finalgegner | Ergebnis           |
| --- | ------------ | ----------------------- | ----- | ----------- | ------------------ |
| 1.  | 8. Juli 1912 | Wimbledon Championships | Rasen | Arthur Gore | 7:9, 6:2, 5:7, 1:6 |

### Doppel

#### Turniersiege
| Nr. | Datum        | Turnier                 | Belag | Partner     | Finalgegner                    | Ergebnis                |
| --- | ------------ | ----------------------- | ----- | ----------- | ------------------------------ | ----------------------- |
| 1.  | 8. Juli 1911 | Wimbledon Championships | Rasen | Max Décugis | Josiah Ritchie Anthony Wilding | 9:7, 5:7, 6:3, 2:6, 6:2 |

#### Finalteilnahmen
| Nr. | Datum        | Turnier                 | Belag | Partner     | Finalgegner                         | Ergebnis           |
| --- | ------------ | ----------------------- | ----- | ----------- | ----------------------------------- | ------------------ |
| 1.  | 8. Juli 1912 | Wimbledon Championships | Rasen | Max Décugis | Charles Dixon Herbert Roper Barrett | 6:3, 3:6, 4:6, 5:7 |